# Fritillaria sibthorpiana
Fritillaria sibthorpiana är en liljeväxtart som först beskrevs av James Edward Smith, och fick sitt nu gällande namn av John Gilbert Baker. Fritillaria sibthorpiana ingår i Klockliljesläktet och i familjen liljeväxter.

## Underarter
Arten delas in i följande underarter:
- F. s. enginiana
- F. s. sibthorpiana